# 222 (nombre)
Cet article concerne le nombre 222. Pour l'année, voir 222.
222 (deux cent vingt-deux) est l'entier naturel qui suit 221 et qui précède 223.

## En mathématiques
L'entier deux cent vingt-deux est :
- un nombre sphénique ;
- un nombre noncototient ;
- en base dix :
  - un nombre uniforme,
  - un autonombre,
  - un nombre Harshad ;
- la constante magique du carré magique d'inverses de nombres premiers basé sur 223 en base trois.[pertinence contestée]

Un secteur d'angle d'approximativement 222,49° divise le cercle en deux parties en rapport (surfacique) du nombre d'or.[pertinence contestée]
Le premier triplet nombre uniforme de la racine carrée de 222 est 222[pertinence contestée] :
√222 = 14,89966442575133971933181604612395114023452166218124733805
                7403011928935074702245637009835719652651965652139396484012226637…

## Dans d'autres domaines
Deux cent vingt-deux est aussi :
- l'une des appellations de diverses drogues (particulièrement le cannabis, la codéine et[réf. nécessaire] la méthamphétamine) ;
- le couvent de l'Annonciation des dominicains : Le 222 ;
- un groupe punk de Montréal : The 222s ;
- une série télévisée américaine : Room 222 ;
- un modèle d'hélicoptère : Bell 222 ;
- le nombre de masse du noyau le plus stable du radon ;
- années historiques : -222, 222 ;
- le matricule de l'agent Langelot ;
- l'indicatif téléphonique international de la Mauritanie.